# ۱۷۰۸ (میلادی)
۱۷۰۸ (میلادی) هزار و هفتصد و هشتمین سال تقویم میلادی است.

## درگذشتگان
- ۱۱ مه – ژول مانسار، معمار فرانسوی (ز. ۱۶۴۶)
- ۱۱ اکتبر – ارنفرید والتر فن چیرنهاوس، ریاضی‌دان آلمانی (ز. ۱۶۵۱)
- ۷ اکتبر – گورو گوبیند سینگ، شاعر هندی (ز. ۱۶۶۶)